# Kafo Faboli
Kafo Faboli è un comune rurale del Mali facente parte del circondario di Koutiala, nella regione di Sikasso.
Il comune è composto da 10 nuclei abitati:
- Bougoula
- Denguena
- Gouélé
- Mamarila
- N'Tola
- Péguéna (centro principale)
- Tobougou
- Togoba
- Yafola
- Zanrierla